# Elizabeth Reaser

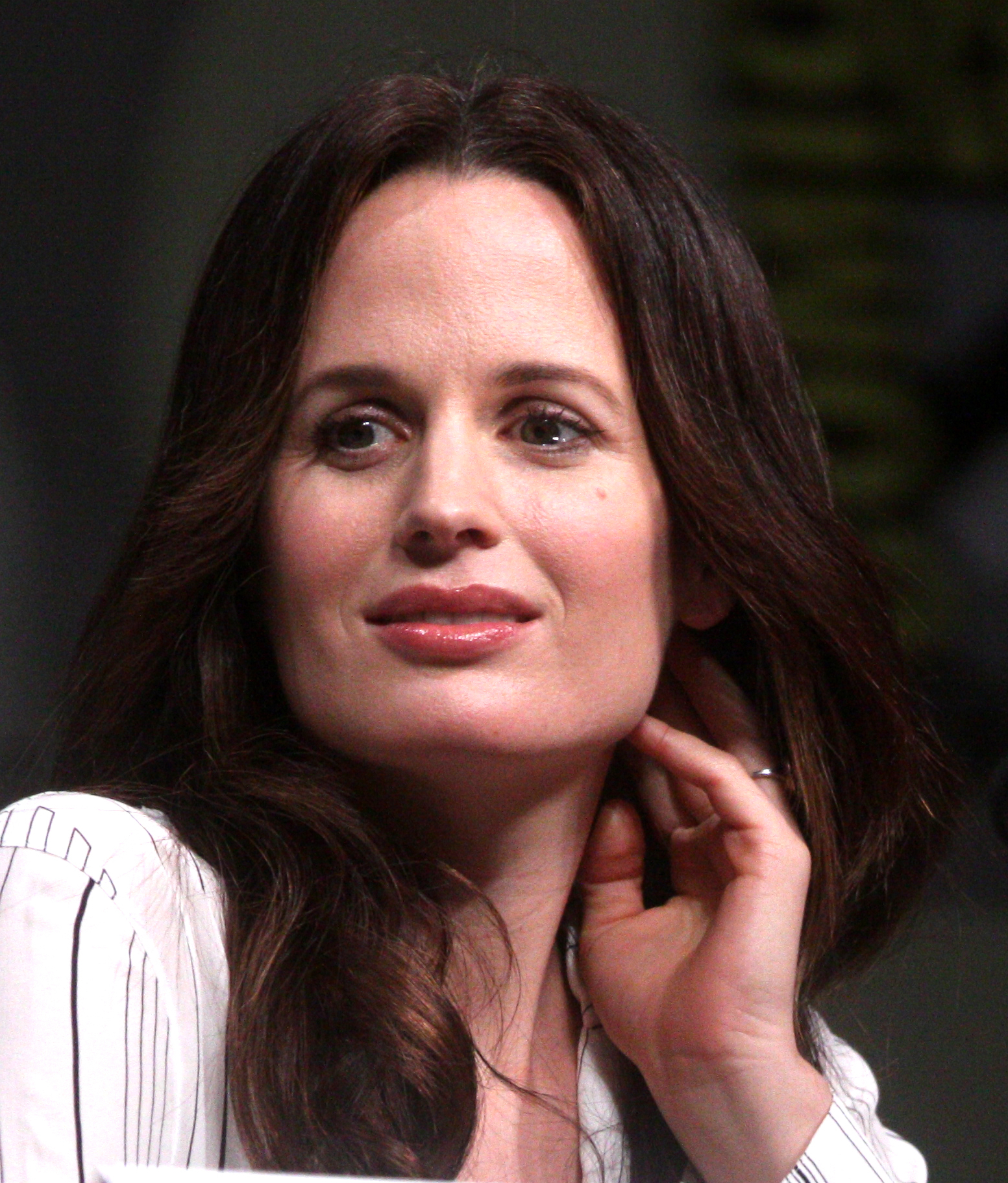
Elizabeth Reaser (2012)

Elizabeth Ann Reaser (* 2. Juli 1975 in Bloomfield Township, Michigan) ist eine US-amerikanische Schauspielerin und war bereits für den Emmy nominiert.

## Leben
Elizabeth Reaser wurde als Tochter einer Hausfrau und eines ehemaligen Rechtsanwalts, welcher später Restaurator war und nun Aushilfslehrer ist, als zweites von drei Mädchen geboren. Sie wollte seit ihrer Kindheit Schauspielerin werden. Sie fing an, an der Oakland University in Rochester Hills, Michigan, zu studieren, brach das Studium aber nach einem Jahr ab. 1999 machte sie ihren Bachelor of Fine Arts (B.F.A.) an der Juilliard School in New York City.
Reaser ist Vegetarierin und Mitglied bei PETA. Im Jahr 2006 gewann Elizabeth Reaser beim Newport Beach Film Festival eine Auszeichnung in der Kategorie Beste Schauspielerin in einem Spielfilm für ihre Rolle als Inge in Sweet Land. Des Weiteren wurde sie 2007 als beste Hauptdarstellerin in dem Film Sweet Land bei den Independent Spirit Awards nominiert. Sie ist in Deutschland vor allem durch die Gastrolle der Rebecca Pope in der Krankenhausserie Grey’s Anatomy bekannt. Diesen Part hatte sie ein Jahr inne, bis sie schließlich im Serienfinale der vierten Staffel aus der Serie geschrieben wurde. Für ihr dortiges Engagement wurde sie 2007 für den Emmy als beste Gastdarstellerin in einer Fernsehserie nominiert. In den Romanverfilmungen der Twilight-Tetralogie von Stephenie Meyer ist sie als Esme Cullen zu sehen.

## Filmografie (Auswahl)
- 2000: Die Sopranos (The Sopranos, Fernsehserie, Episode 2x07)
- 2001: Inside a Skinhead (The Believer)
- 2001: Thirteen Conversations About One Thing
- 2002: Ohne jeden Ausweg (Emmett’s Mark)
- 2002, 2006: Criminal Intent – Verbrechen im Visier (Law & Order: Criminal Intent, Fernsehserie, 2 Episoden, verschiedene Rollen)
- 2004: Hack – Die Straßen von Philadelphia (Hack, Fernsehserie, Episode 2x15)
- 2004: Mind the Gap
- 2005: Stay
- 2005: Sweet Land
- 2005: Die Familie Stone – Verloben verboten! (The Family Stone)
- 2006: The Wedding Weekend
- 2006: Puccini for Beginners
- 2006: Saved (Fernsehserie, 13 Episoden)
- 2006: Standoff (Fernsehserie, Episode 1x08)
- 2007: Purple Violets
- 2007–2008: Grey’s Anatomy (17 Episoden)
- 2008: Wainy Days (Fernsehserie, Episode 3x04)
- 2008: Twilight – Biss zum Morgengrauen (Twilight)
- 2008–2011: The Ex-List (Fernsehserie, 12 Episoden)
- 2009: Against the Current
- 2009: New Moon – Biss zur Mittagsstunde (The Twilight Saga: New Moon)
- 2010: Eclipse – Biss zum Abendrot (The Twilight Saga: Eclipse)
- 2010–2011: Good Wife (The Good Wife, sechs Episoden)
- 2011: Breaking Dawn – Biss zum Ende der Nacht, Teil 1 (The Twilight Saga: Breaking Dawn – Part 1)
- 2011: Von der Kunst, sich durchzumogeln (The Art of Getting By)
- 2011: Young Adult
- 2011: Love, Wedding, Marriage – Ein Plan zum Verlieben (Love, Wedding, Marriage)
- 2012: Breaking Dawn – Biss zum Ende der Nacht, Teil 2 (The Twilight Saga: Breaking Dawn – Part 2)
- 2012: Liberal Arts
- 2013: Bonnie & Clyde (Fernsehfilm)
- 2014: True Detective (Fernsehserie, Episode 1x05)
- 2015: Mad Men (Fernsehserie, 2 Episoden)
- 2016: Ouija: Ursprung des Bösen (Ouija: Origin of Evil)
- 2016–2019: Easy (Fernsehserie, 5 Episoden)
- 2017: Manhunt (Fernsehserie, 4 Episoden)
- 2017: Law & Order True Crime (Fernsehserie, 8 Episoden)
- 2018: Spuk in Hill House (The Haunting of Hill House, Fernsehserie, 10 Folgen)
- 2019: The Handmaid’s Tale – Der Report der Magd (The Handmaid’s Tale, Fernsehserie, 3 Episoden)
- 2020: 50 States of Fright (Fernsehserie, 2 Episoden)
- 2020: Embattled
- 2021: American Crime Story (Fernsehserie, 2 Episoden)
- 2023: Die dunkle Saat (Dark Harvest)
- 2024: The Uninvited

## Bühne
| Jahr | Titel                   | Rolle                             | Theater                       |
| ---- | ----------------------- | --------------------------------- | ----------------------------- |
| 1999 | Sweet Bird of Youth     | Heavenly                          | La Jolla Playhouse            |
| 2000 | The Hologram Theory     | Mimi                              | Blue Lights Theatre Company   |
| 2001 | Blackbird               | Froggy                            | Bush Theatre (London)         |
| 2001 | Closer                  | Alice                             | Portland Center Stage         |
| 2002 | Stone Cold Dead Serious | Shaylee Ledbetter / Sharice       | American Repertory Theatre    |
| 2003 | The Winter’s Tale       | Perdita                           | Classic Stage Company         |
| 2005 | Top Girls               | Patient Griselda / Nell / Jeanine | Williamstown Theatre Festival |

## Preise und Nominierungen
| Jahr | Award                       | Kategorie                                                | Film           | Resultat  |
| ---- | --------------------------- | -------------------------------------------------------- | -------------- | --------- |
| 2006 | Newport Beach Film Festival | Jury Award–Best Actress (Feature Film)                   | Sweet Land     | Gewonnen  |
| 2007 | Independent Spirit Award    | Best female Lead                                         | Sweet Land     | Nominiert |
| 2007 | Emmy Award                  | Outstanding Guest Actress in a Drama Series              | Grey’s Anatomy | Nominiert |
| 2008 | Screen Actors Guild Award   | Outstanding Performance by an Ensemble in a Drama Series | Grey’s Anatomy | Nominiert |
| 2009 | Prism Award                 | Best Performance in a Drama Multi-Episode Storyline      | Grey’s Anatomy | Nominiert |